# Нікольське (Кемське сільське поселення)
Ні́кольське (рос. Никольское) — село у складі Нікольського району Вологодської області, Росія. Входить до складу Кемського сільського поселення.

## Населення
Населення — 189 осіб (2010; 228 у 2002).
Національний склад (станом на 2002 рік):
- росіяни — 100 %